# ماريو تريخو
ماريو البرتو تريخو غوزمان (بالإسبانية: Mario Trejo)‏ (من مواليد 18 سبتمبر 1961): لاعب كرة قدم مكسيكي سابق كان يلعب في مركز الدفاع. لعب للمكسيك في كأس العالم 1986 لكرة القدم. ولعب أيضًا لنادي أمريكا المكسيكي.

## مسيرته الكروية
لعب ماريو تريخو خلال مسيرته الاحترافية مع ناديين في خمسة عشر موسمًا وسجل خلالها 34 هدفًا ضمن 309 مباراة. ولم يفز بأي موسم بالكأس وفاز في أربعة مواسم بالدوري.
خاض ماريو تريخو مسيرته مع نادي أمريكا في موسم 1975–76 ليلعب معه أحد عشر موسمًا، مشاركًا في 221 مباراة سجل خلالها 23 هدفًا. ثم انتقل إلى تامبيكو ماديرو في موسم 1986–87 ليلعب معه أربعة مواسم، حيث شارك في 88 مباراة سجل خلالها 11 هدفًا.

## وصلات خارجية
- ماريو تريخو على موقع الاتحاد الدولي (مؤرشف)  (الإنجليزية)
- ماريو تريخو على موقع قاعدة بيانات كرة القدم.إي يو (الإنجليزية)
- ماريو تريخو على موقع ناشيونال فوتبول تيمز (الإنجليزية)
- ماريو تريخو على موقع عالم كرة القدم.نت (الإنجليزية)
- FIFA profile